# Museo de Historia del Juguete
El Museo de Historia del Juguete se encuentra en el municipio de Sant Feliu de Guíxols y dispone de un fondo de más de 6.500 piezas de la colección de Tomàs Pla, datadas entre los años 1870 y 1980, la mayor parte de fabricación española.
El museo abrió sus puertas el 11 de agosto del año 2000 y se ubica en un edificio de estilo novecentista catalán.

## Exposición
Se  pueden ver expuestos más de 1.500 juguetes de las casas Payá, Rico, Juguetes y Estuches Borràs y Mariquita Pérez, entre otras. Además, hay una maqueta de tren de 14 m² en la que se puede hacer un recorrido por la "Calle del Terror".